# دان أدكينز
دان أدكينز (بالإنجليزية: Dan Adkins)‏ هو رسام توضيحي أمريكي، ولد في 15 مارس 1937 في مقاطعة لينكولن في الولايات المتحدة، وتوفي في 3 مايو 2013 في ريدينغ في الولايات المتحدة.